# Adolph Beck

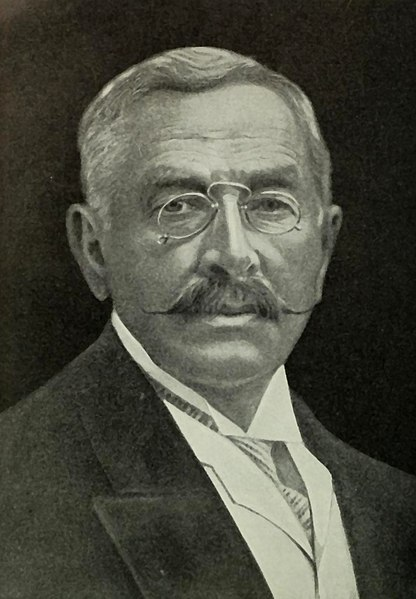
Adolph Beck (1841–1909)

Adolph Beck bzw. Adolf Beck (* 1841 in Norwegen; † 7. Dezember 1909 in London) war ein Geschäftsmann und das Opfer eines bekannten Justizirrtums. Beck verbrachte aufgrund falscher Zeugenaussagen und mangelhafter Identifizierungsmethoden zwischen 1896 und 1904 mehrere Jahre für vom Trickbetrüger Wilhelm Meyer alias John Smith begangene Straftaten im Gefängnis.
Becks Fall und der ähnlich gelagerte Justizirrtum um den Briten George Edalji erregten große öffentliche Aufmerksamkeit (Causes célèbres) und führten 1907 zur Einrichtung des Court of Criminal Appeal (dt.: Strafrechtliches Appellationsgericht).

## Leben
Adolph Beck fuhr als junger Mann zur See und kam 1865 nach England. Nach einem Aufenthalt in Südamerika zog er erneut nach Norwegen. Ab 1885 hielt er sich wieder in England auf, wo er als Ingenieur tätig war. Trotz seiner geschäftlichen Tätigkeiten war Beck ständig in Geldsorgen.
Am 16. Dezember 1895 wurde Beck in der Londoner Victoria Street von einer aufgebrachten Frau angesprochen, die angeblich von Beck gestohlene Schmuckstücke zurückforderte. Beck wies die Frau darauf hin, dass es sich um eine Verwechslung handeln müsse, und setzte seinen Weg fort. Nachdem ihn die Frau weiter verfolgte, beschwerte er sich bei einem Polizisten über eine vermeintliche „Prostituierte“, welche ihn belästige. Die Frau hingegen forderte seine Verhaftung und bestand darauf, dass es sich bei Beck um einen Dieb handele.
Der Polizist nahm beide mit zur nächsten Polizeistation. Die Frau hieß Ottilie Meissonier und war eine unverheiratete Sprachlehrerin. Laut ihrer Aussage hatte Beck sich einige Wochen zuvor als Lord Willoughby vorgestellt und ihren Schmuck unter einem Vorwand gestohlen. Beck wurde in Haft genommen.
Nach weiteren Nachforschungen der Polizei meldeten sich 22 Frauen, die in den vergangenen Jahren von einem vermeintlichen Lord Wilton de Willoughby betrogen wurden. Bei einer eilig durchgeführten Gegenüberstellung wurde Beck zusammen mit einigen Männern, die völlig willkürlich von der Straße geholt wurden, den betrogenen Frauen gegenübergestellt. Unter den Vergleichspersonen war kein Mann mit grauem Haar oder einem Schnurrbart, wie Beck ihn trug. Dementsprechend wurde er von allen Frauen als Täter „identifiziert“.

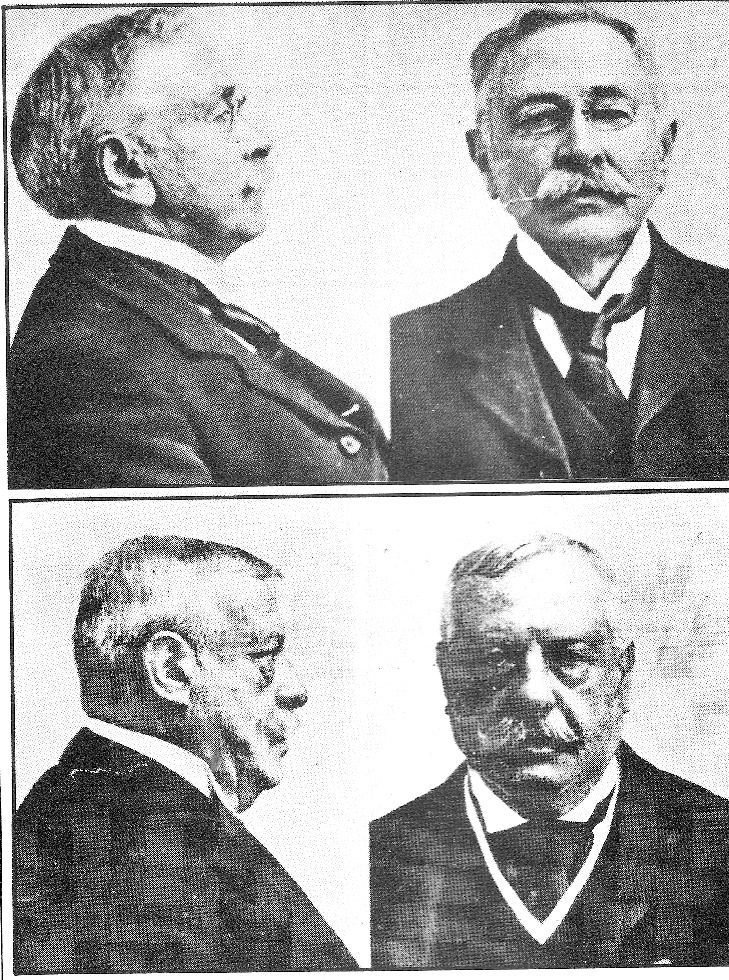
Beck (oben) und Meyer (unten)

Bereits 1877 war ein gewisser John Smith verurteilt worden. Dieser wies einen ähnlichen Modus Operandi auf. Trotz Becks Unschuldsbeteuerungen vermutete das Gericht, dass es sich bei Smith und Beck um dieselbe Person handelte. Beck protestierte und wies auf Zeugen hin, die bestätigen könnten, dass er sich 1877 in Südamerika aufgehalten habe. Am 3. März 1896 begann im Old Bailey der Prozess gegen Beck. Die Anklage wurde von Horace Avory und Guy Stephenson vertreten, Verteidiger waren Charles F. Gill und Percival Clarke.
Der Schriftsachverständige Thomas H. Gurrin verglich Schriftstücke von Smith und Beck und kam zu dem Ergebnis, Beck hätte die früheren Schriftstücke mit einer „verstellten Handschrift“ geschrieben.
Zeugen oder Beweise, die Becks Aufenthalt in Südamerika bewiesen hätten, wurden nicht zugelassen. Alle von der Anklage aufgerufenen Zeuginnen behaupteten, Beck wäre der Täter. Am 5. März 1896 wurde Beck für schuldig befunden und trotz seiner Unschuldsbeteuerungen zu 7 Jahren Gefängnis verurteilt. Im Gefängnis erhielt er John Smiths alte Häftlingsnummer D 523, ergänzt um den Buchstaben W für einen Wiederholungstäter. Trotz mehrerer Petitionen seines Solicitors zur erneuten Untersuchung des Falls blieb Beck bis 1901 im Gefängnis.
1898 stellte sich heraus, dass Smith Jude und als solcher beschnitten war, während dies nicht auf Beck zutraf. Nach einer entsprechenden Anfrage des Home Office beim zuständigen Richter Forrest Fulton erklärte dieser lediglich, dass Smith und Beck eventuell nicht dieselbe Person seien, Beck aber auf jeden Fall für die Taten von 1895 rechtskräftig verurteilt sei. Aus Becks Häftlingsnummer wurde daraufhin lediglich das W gestrichen, ansonsten wurde nichts weiter unternommen.
Der Journalist George Sims veröffentlichte 1901 in der Daily Mail einen Artikel über die Ungereimtheiten des Falls. Die öffentliche Meinung in dem Fall änderte sich langsam zugunsten Becks. Einer der prominentesten Befürworter einer erneuten Untersuchung war der Schriftsteller Sir Arthur Conan Doyle. Im Juli 1901 wurde Beck aufgrund seiner „guten Führung“ vorzeitig entlassen.
Ab 1904 häuften sich erneut Fälle betrogener Frauen. Ein mit dem Fall Beck vertrauter Inspektor brachte eine der Zeuginnen mit Beck zusammen. Am 15. April 1904 verließ Beck seine Wohnung, wo er von der Zeugin des Diebstahls beschuldigt wurde. Beck geriet in Panik und versuchte, der Frau zu entkommen. Er wurde sofort verhaftet. Seine panikartige Flucht wurde ihm als Schuldeingeständnis ausgelegt. Am 27. Juni des Jahres wurde er erneut vor Gericht gestellt. Fünf Frauen identifizierten ihn als Betrüger. Trotz dieser Zeugenaussagen hatte der Richter Zweifel an der Schuld des Angeklagten und verschob die Urteilsverkündung.
Am 7. August wurde der wahre Täter verhaftet. Er hatte versucht, einigen Damen ihren Schmuck unter einem Vorwand zu entwenden und diesen zu verkaufen. Bei der Verhaftung gab er seinen Namen als William Thomas an. Der mit dem Fall Beck vertraute CID-Inspektor John Kane erkannte sofort die offensichtlichen Parallelen zwischen den beiden Fällen.
Nach einer daraufhin angesetzten Gegenüberstellung änderten alle noch verfügbaren Zeugen ihre Meinung und beschuldigten nun William Thomas. Dieser trat auch unter Pseudonymen wie John Smith, William Wyatt und William Weiss auf und war, wie sich später herausstellte, ein gewisser Wilhelm Meyer.
Adolph Beck wurde am 27. Juli 1904 begnadigt. Als Entschädigung bot man ihm £ 5.000 an. Eine Untersuchungskommission überprüfte beide Verurteilungen und stellte ein Fehlverhalten der beteiligten Polizisten und Richter fest.
Beck persönlich brachte dies keine Genugtuung. Er starb 1909 einsam und als gebrochener Mann im Londoner Middlesex Hospital.

## Tonaufnahmen
Von Adolf Beck (hier Schreibweise mit f) gibt es Tonaufnahmen auf Zylinder:
- Trial And Sentence, 22. Dezember 1904
- Prison Experiences, 12., 13. und 28. Januar 1905

beides bei G & T (Gramophone & Typewriter), GC 1271-73